# محسن بن القايد
مُحسِنْ بن القايد بن حمّادالصنهاجي ثالث سلاطين الدولة الحمّادية ، بويع بالإمارة سنة 446 هـ بعد وفاة أبيه القايد بن حماد، و لم يدُم مُلكه طويلا إذ خلعه من الحُكم ابن عمه بلكين بن محمد بن حماد بعد تسعة أشهر من ولايته فقط وذلك عام 447هـ - 1054م.

## فترة حكمه القصيرة و سياسته
كان جبارًا قويًا، تسّلم زمام المُلك إثر وفاة والده القايد بن حماد سنة 446هـ، بعد أن أخذ البيعة من إخوته وأعمامه، و سائر أفراد الأسرة الحمادية. خالف ما أمره به والده بأن لا يخرج من القلعة ثلاث سنوات، وأن لا ينازع أعمامه في مناصبهم، فأساء السيرة وقتل جماعة من أعمامه، ونازع عمه يوسف بن حماد في المغرب، فخرج عن طاعته ابن عمه بلكين بن محمد بن حماد فاقتتل معه وقتله في ربيع الثاني سنة 447هـ / 1055م، لتسعة أشهر من ولايته، ودخل بلكين بن محمد العاصمة ليلا و دعا فيها لنفسه، فأذعن له القوم وبايعوه.